# Stéphane Douady
Pour les articles homonymes, voir Douady.
Stéphane Douady est un physicien français né le 19 octobre 1965 à Paris. Il est actuellement directeur de recherche au CNRS, membre de l'équipe « Dynamique des systèmes hors équilibre » dirigée par Éric Falcon au sein du laboratoire « Matière et Systèmes complexes » (MSC) de l'université Paris Diderot. Spécialiste de la théorie du chaos, ce chercheur aborde des phénomènes naturels (chant des dunes de sable, spirales dans une pomme de pin...) avec son double bagage de théoricien et d'expérimentateur. Stéphane Douady a obtenu la médaille d'argent du CNRS en 2005.

## Études et carrière scientifique
Après un passage par les classes préparatoires au lycée Condorcet à Paris, Stéphane Douady intègre l’École normale supérieure de la rue d'Ulm, en 1985 d'abord dans la section mathématique. Il rejoint ensuite l'équipe du professeur Stéphan Fauve, alors en partance pour le nouveau laboratoire de physique de l'École normale supérieure de Lyon. Stéphan Fauve devient son directeur de thèse entre 1987 et 1989.
En 1991, Stéphane Douady devient membre du Laboratoire de physique statistique (LPS) de l'École normale supérieure comme chargé de recherches.
En 2003, il obtient le titre de directeur de recherches au CNRS. 
En 2005, il intègre à sa création le laboratoire « Matière et systèmes complexes » (MSC) - Université Paris Diderot dans lequel il officie encore.

## Recherches
Son activité de recherche commence, durant sa thèse intitulée Instabilité paramétrique d'ondes de surface, autour de la théorie du chaos mise à l'épreuve sur un fluide oscillant verticalement : les instabilités de Faraday. Cette première approche de la théorie du chaos sera déterminante pour la suite de la carrière du chercheur et lui permettra d'aborder avec un regard nouveau des systèmes dynamiques comme dans le domaine de la botanique ou pour le mouvement et la formation des dunes de sable. 

### Phyllotaxie
La phyllotaxie est la science qui étudie l'arrangement des feuilles ou des rameaux sur la tige d'une plante ou encore des motifs répétitifs sur un chou romanesco par exemple. C'est lors de sa rencontre avec un tel chou, sur un marché parisien, que le chercheur a été frappé par la structure fractale du légume. Après des recherches dans un vieux livre de botanique, il retrouve la description de la forme en spiral du chou romanesco appliquée à la pomme de pin (disposition des écailles en spiral). Le livre introduit de plus la description du nombre d'enchaînements de ces spirales sur la pomme de pin ; ce nombre est un élément de la suite de Fibonacci (1 1 2 3 5 8 13 21...). Le livre de botanique précisait que cette suite de Fibonacci se retrouvait un peu partout dans la nature.
Le chercheur a donc utilisé son approche de la théorie du chaos pour modéliser ce système comme un système dynamique en croissance (contrairement aux approches géométriques « statiques » jusqu'alors envisagées autour du nombre d'or). En partant du développement de la plante à partir d'un bourgeon et en utilisant les règles d'occupation de l'espace établies par Hoffmeister et Snow, le chercheur réalise une expérience de laboratoire (gouttes de ferrofluide tombant dans un bac d'huile de silicone en rotation soumises à un gradient de champ magnétique vertical) et associée à celle-ci, une modélisation mathématique de la dynamique de croissance des plantes. À partir de ce travail autour de la phyllotaxie, Stéphane Douady démontre que la « forme est le résultat d'une dynamique de croissance ».

### Du grain de sable à la dune

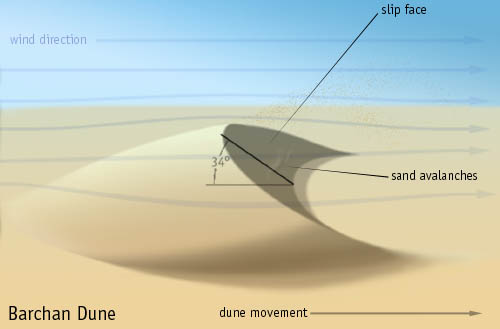
Croquis d'une barkhane.

Toujours dans son laboratoire de physique statistique de l'ENS, l’intérêt du chercheur s'est alors portée sur le sable et la compréhension du déclenchement des avalanches dans les milieux granulaires. Les résultats de ses recherches, menées avec Adrien Daerr, sont publiés dans Nature en 1999. L'aspect expérimental avec une manipulation très simple et l'aspect modélisation sont menés de front dans cet article (ainsi que dans plusieurs autres articles en parallèles,). L'avalanche, phénomène complexe et collectif par excellence, peut être ramenée à la description d'un seul grain sur une couche de sable. Par cette modélisation, le chercheur met en évidence que vitesse des grains de sable atteint rapidement une valeur limite constante.
Après une conférence en Californie pour exposer son travail sur la phyllotaxie, il visite la région et attiré par le sable alors au cœur de son travail, il parcourt les dunes. Il est fasciné par ce qu'il voit et décide d'entamer des recherches pour comprendre l'origine de la forme des dunes. Avec deux étudiants en thèse  Pascal Hersen et Hicham Elbelrhiti, ainsi que des collègues du Laboratoire de physique et mécanique des milieux hétérogènes (ESPCI Paristech/Université Paris-Diderot), il s'intéresse aux barkhanes, petites dunes en forme de croissant que l'on rencontre dans le Sahara,,,,. 

La forme et le déplacement de ces barkhanes sont le résultat de la combinaison de plusieurs facteurs,: 
- le vent, accéléré par le profil de la dune, entraine le sable en haut de celle-ci et ce sable s'accumule avant de retomber sous forme d'avalanche sur l'autre versant provoquant le déplacement global de la dune.
- plus la dune est haute et plus la vitesse de déplacement de celle-ci est faible. Ainsi partant d'un tas de sable, les bords étant moins épais que le centre, ils vont avancer plus vite d'où la forme en croissant.
- cette forme en croissant est stable dans le temps, du fait d'une auto-régulation liée à la diminution du flux de sable sur les bords de la dunes si ceux-ci prennent trop d'avance par rapport au corps de la dune.

### Chant des dunes
Certaines dunes de sable ont la capacité d'émettre un son puissant et grave (témoignage dans les récits de Marco Polo). L'origine du "chant des dunes" est restée longtemps mystérieuse, en partie à cause de la rareté du phénomène dans la nature.
Avec ses collègues du laboratoire Matière et Systèmes complexes, de l'Université Harvard, du Laboratoire de physique et mécanique des milieux hétérogènes de Paris et du laboratoire Géoenvironnement des milieux arides au Maroc, Stéphane Douady parcourt les déserts dans le monde pour mesurer ce phénomène et développe une expérience très simple en laboratoire  (lame plate en rotation poussant le sable contenu dans un récipient). Pour une qualité de sable précise, l'équipe réussit, avec cette expérience et pour une couche de sable de 10 cm d'épaisseur, à produire le même type de son en l'absence de dune et propose une interprétation pour l'origine du chant des grains de sable. Chaque grain de sable produit un son faible en roulant sur les autres ; lors d'une avalanche de sable sur une dune, la chute des grains se synchronise et le bruit des chutes s'additionne de façon cohérente pour former un son grave.

## Divers
Stéphane Douady est l'arrière-petit-fils du zoologiste Rémy Perrier, le petit-fils du médecin Daniel Douady, le neveu du mathématicien Adrien Douady (1935-2006), et le cousin germain du mathématicien et économiste Raphaël Douady.
Robin Cousin publie Le Chercheur fantôme en 2013, une bande dessinée s'inspirant du travail du scientifique après une rencontre avec Stéphane Douady,.
Il écrit un chapitre du livre collectif Savoir, Penser, Rêver paru chez Flammarion en 2018.